# Zwartkraagmuskaatduif
De zwartkraagmuskaatduif (Ducula mullerii) is een vogel uit de familie der Columbidae (Duiven en tortelduiven). De vogel is genoemd naar de Duitse natuuronderzoeker Salomon Müller.

## Verspreiding en leefgebied
Deze soort is endemisch in Nieuw-Guinea en telt geen ondersoorten meer.